# 霍達基 (巴爾區)
49°1′42″N 27°27′2″E / 49.02833°N 27.45056°E
霍達基（烏克蘭語：Ходаки），是烏克蘭的村落，位於該國西南部文尼察州，由日梅林卡區負責管轄，始建於1917年，面積1.83平方公里，海拔高度299米，2001年人口360，人口密度每平方公里197.15人。